# MÁVAG

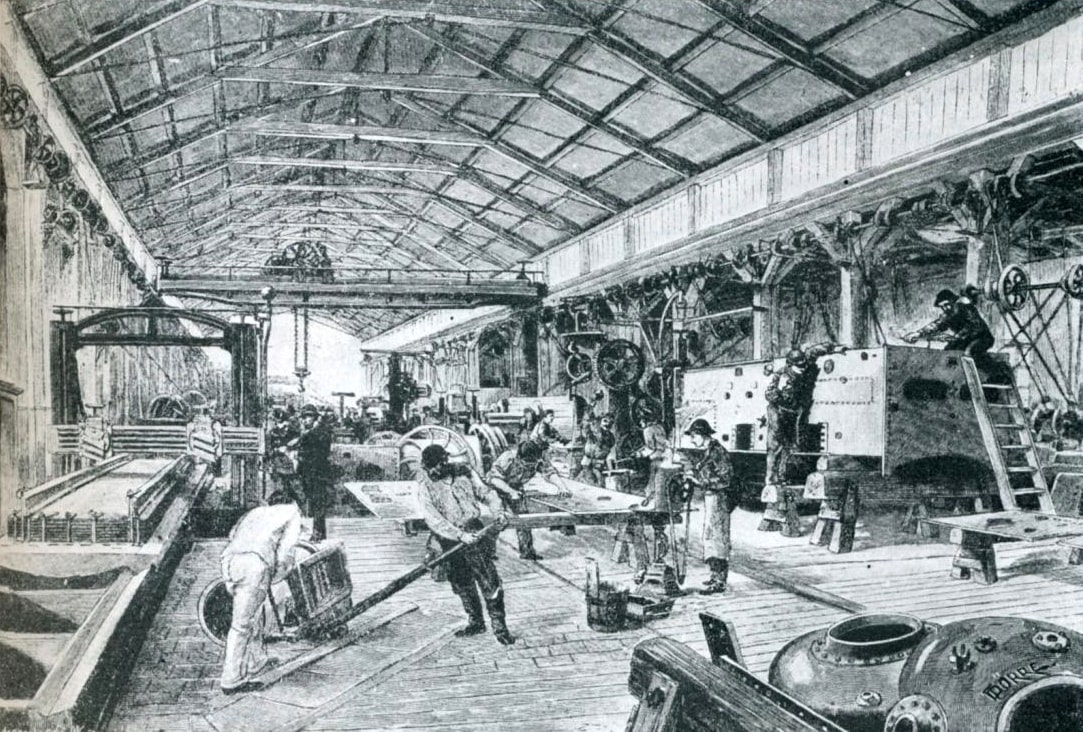
MÁVAG in 1898

MÁVAG (Magyar Királyi Állami Vas-, Acél- és Gépgyárak; Uherské královské státní železárny, ocelárny a strojírny) byl maďarský strojírenský podnik, zabývající se především výrobou kolejových vozidel. MÁVAG byl státním podnikem, ve vlastnictví Uherského království. Po druhé světové válce byl znárodněn a z jeho názvu vypuštěno "Királyi" ("Královské").
Společnost sídlila v budapešťském VIII. obvodu a zaměstnávala tisíce pracovníků. Byla jednou z nejvýznamnějších uherských strojíren v 19. století, spolu s podnikem Csepel Művek (Závody Csepel). Nejvíce respektovanými výrobky MÁVAG byly parní lokomotivy, z nichž první byla vyrobena v roce 1873. Sousedským podnikem MÁVAGu byl Ganz motor - és vagongyár (Vagónka Ganz), která vyráběla dieselové lokomotivy a luxusní osobní vagóny pro export.
Do roku 1959 společnost vyrobila 7578 lokomotiv, včetně řady 601, největší evropské parní lokomotivy před první světovou válkou. V roce 1896, kdy Maďarsko slavilo 1000. výročí maďarského osídlení, společnost MÁVAG vyrobila 1000. lokomotivu. Od roku 1900 MÁVAG exportovala řadu lokomotiv do Itálie a Rumunska, později do Egypta, Indie, Jugoslávie a Koreje. Po roce 1945 společnost vyvážela motorové vozy do SSSR, mimo jiné motorové vozy řady Д1.
Kromě lokomotiv a železničních vozů vyráběl MÁVAG také autobusy, nákladní vozy, traktory a stavební stroje.
V roce 1959 MÁVAG spojil se společností Ganz a vznikl podnik Ganz-MÁVAG.